# Micromyzella pojanii
Micromyzella pojanii är en insektsart som först beskrevs av Cermeli och C.F. Smith 1979.  Micromyzella pojanii ingår i släktet Micromyzella och familjen långrörsbladlöss. Inga underarter finns listade i Catalogue of Life.